# Herb gminy Nowa Wieś Lęborska
Herb gminy Nowa Wieś Lęborska – symbol gminy Nowa Wieś Lęborska, wybrany przez radnych spośród siedmiu projektów i ustanowiony 21 grudnia 1992. Autorem zwycięskiego projektu jest Bronisław Lis.

## Wygląd i symbolika
Herb przedstawia na tarczy koloru zielonego w dolnej częściniebieską, falistą linię symbolizującą rzekę Kisewska Struga i otoczony czarną linią. W jego centralnej części umieszczono postać gryfa kaszubskiego w kolorze czerwonym z koroną na głowie. Trzyma on w szponach kłos zboża i stalową tarczę rycerską. Tarcza ma czarną obwódkę, a w jej środku znajdują się stylizowane litery "N" i "W" - inicjały nazwy Nowa Wieś.